# Przedstawienie (film 1993)
Przedstawienie (ang. Matinee) – amerykański film komediowy z 1993 roku w reżyserii Joego Dante. Film kręcony był w Key West i Cocoa (Floryda).

## Obsada
- John Goodman – Lawrence Woolsey
- Kellie Martin – Sherry
- Lisa Jakub – Sandra
- David Clennon – Jack
- Omri Katz – Stan
- Lucinda Jenney – Anne Loomis
- Naomi Watts – Starlet